# Galadi
Galadi — вимерлий рід бандикутів з оліго-міоценових відкладів Ріверслі, північно-західний Квінсленд, Австралія. Рід представлений трьома добре збереженими черепами та кількома ізольованими верхньощелепними і зубними кістками. Його маса тіла була ≈ 900 грамів. 